# Wronów (Puławy)
Pour les articles homonymes, voir Wronów.
Wronów (prononciation [ˈvrɔnuf]) est un village de la gmina de Końskowola du powiat de Puławy dans la voïvodie de Lublin, situé dans l'est de la Pologne.
Le village comptait une population de 401 habitants en 2008.

## Histoire
De 1975 à 1998, le village est attaché administrativement à l'ancienne voïvodie de Lublin.

Depuis 1999, il fait partie de la nouvelle voïvodie de Lublin.